# Собор Святого Климента Охридского (Скопье)
Собор Святого Климента Охридского (макед. Соборна црква - Свети Климент Охридски) — кафедральный собор Македонской православной церкви, расположенный в городе Скопье, Северная Македония.

## История
Постройка собора, спроектированного Славко Брезовским, была начата в 1972 году, а закончена и освящена 12 Августа 1990 года, приурочена к 1150-й годовщине рождения Св. Клемента Охридского.

## Архитектура и убранство
Собор имеет главный корпус с посвящённой Св. Клементу Охридскому основной церковью и посвящённой Богородице нижней церковью, посвящённые императору Константину Великому и Св. Мине Котуанскому часовни и колокольню, исполненные в архитектурном стиле модерн и темно-серых тонах с белой окантовкой граней. Собор может вместить 6 тысяч человек.
В главном корпусе полезной площадью 1000 м² имеются купол высотой 36 метров и площадью 650 м² с самым большим в мире образом Иисуса Христа площадью 70 м², большой иконостас размером 19,5 метров в ширину и 12,5 метров в высоту, архиепископский трон высотой 3,5 метров, 400 светильников.
Слева от главного корпуса находится колокольня высотой 45 метров с изготовленными в Австрии тремя колоколами массой 1000, 500 и 300 кг. Перед собором устроен фонтан, подаренный исламской общиной Северной Македонии. Во дворе установлен 2-метровый памятник первому главе-предстоятелю восстановленной неканонической Македонской православной церкви архиепископу Досифею II.

## Галерея

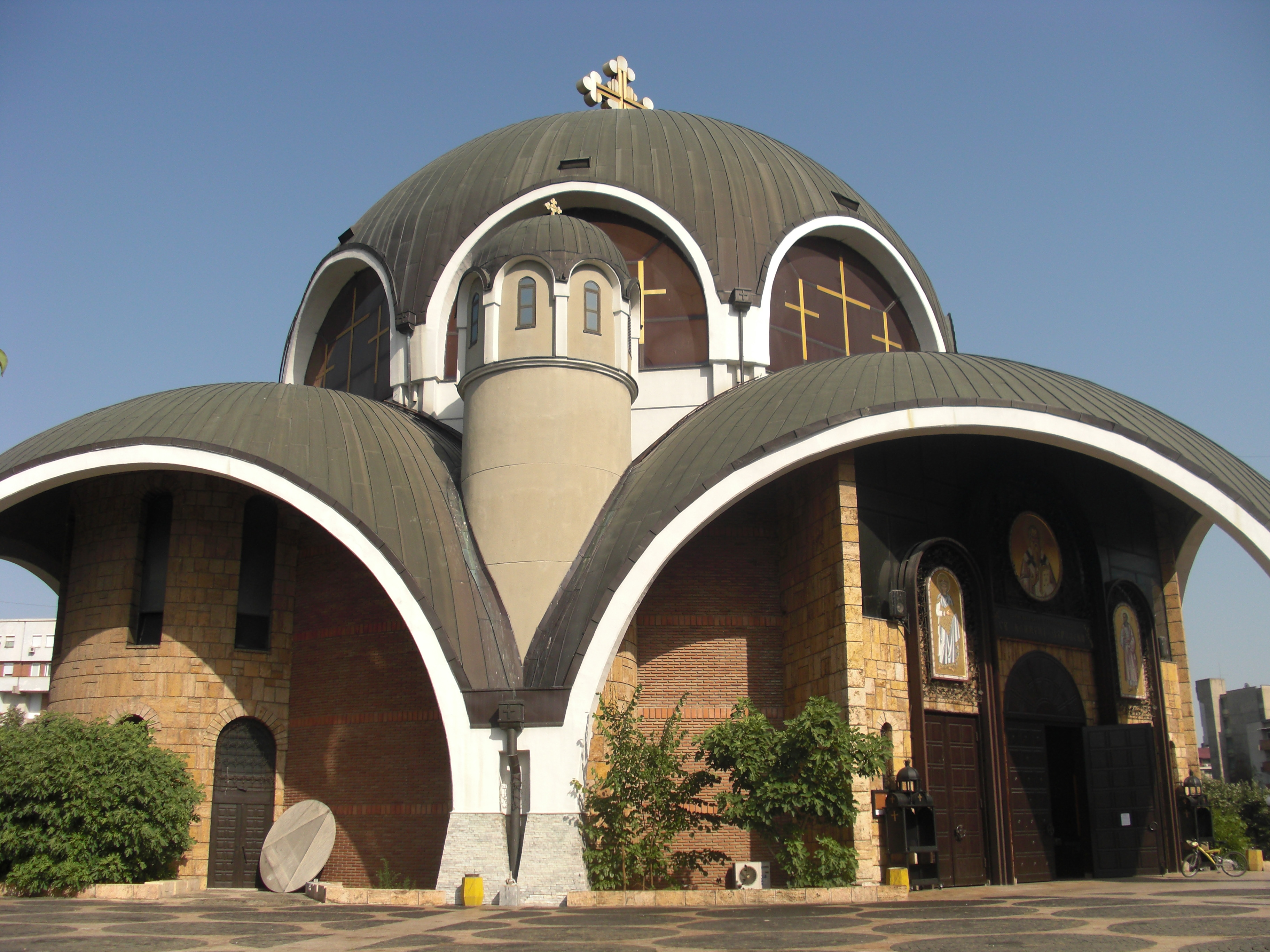
Главный корпус
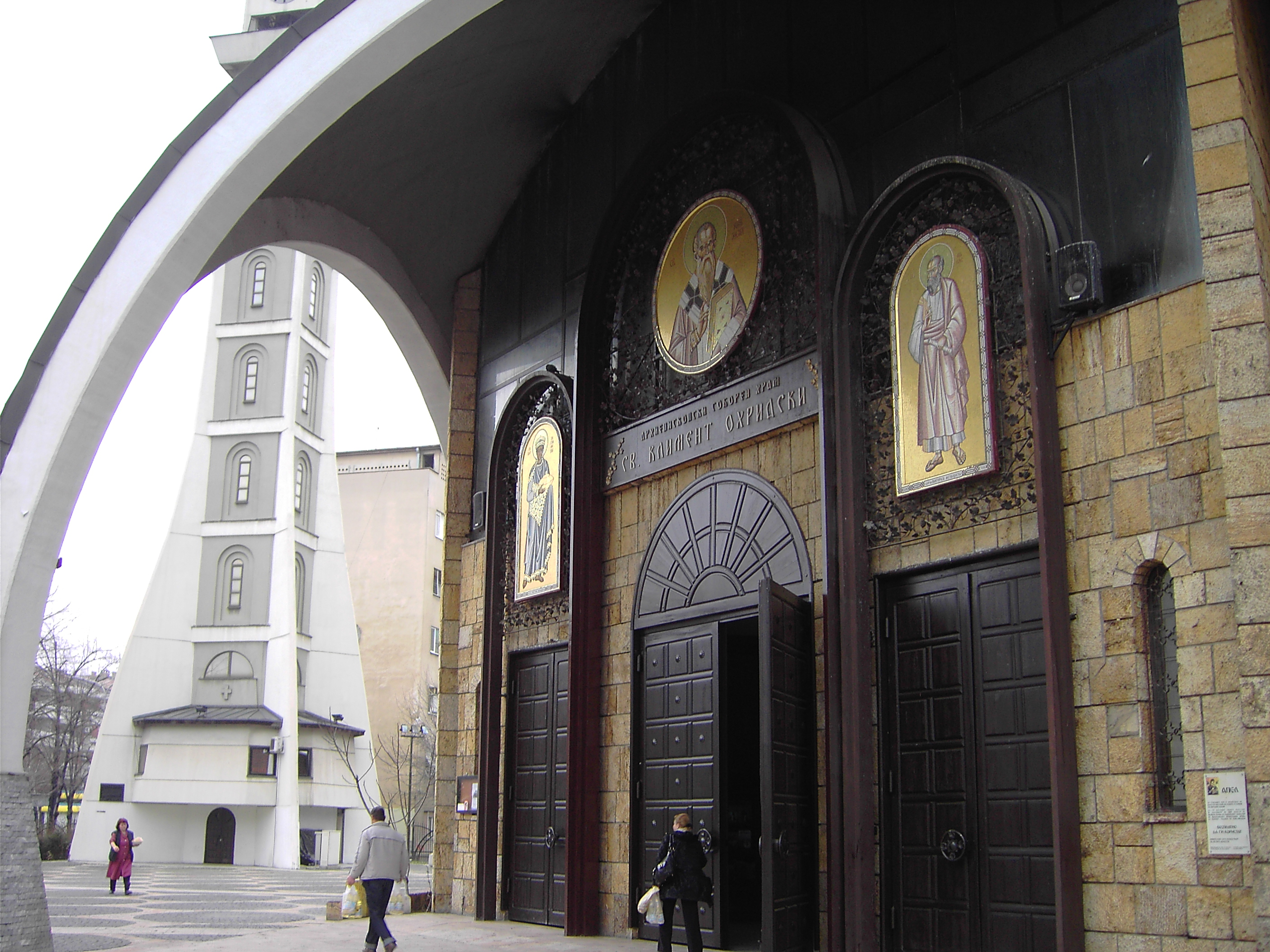
Главный вход
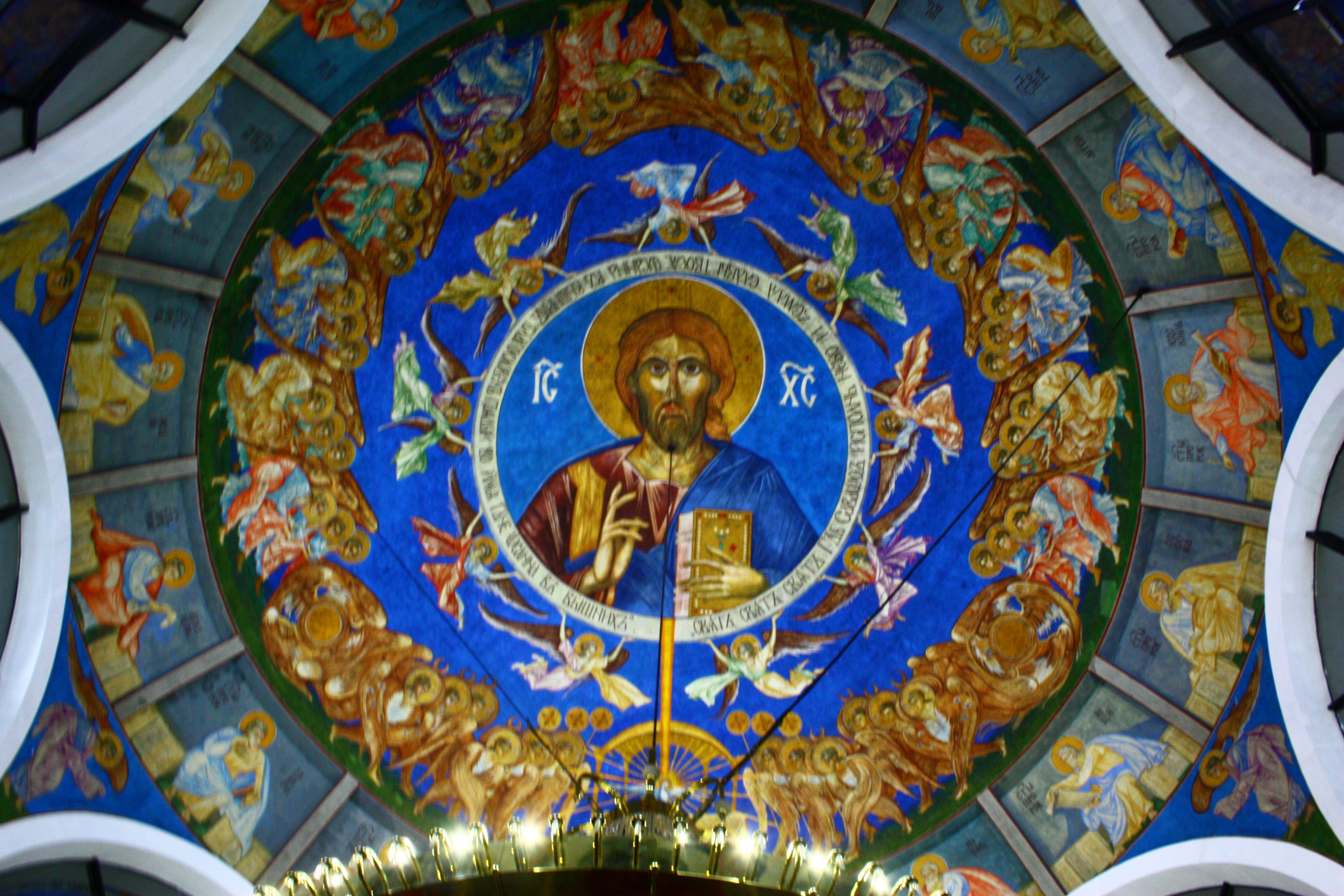
Купол с образом Иисуса Христа
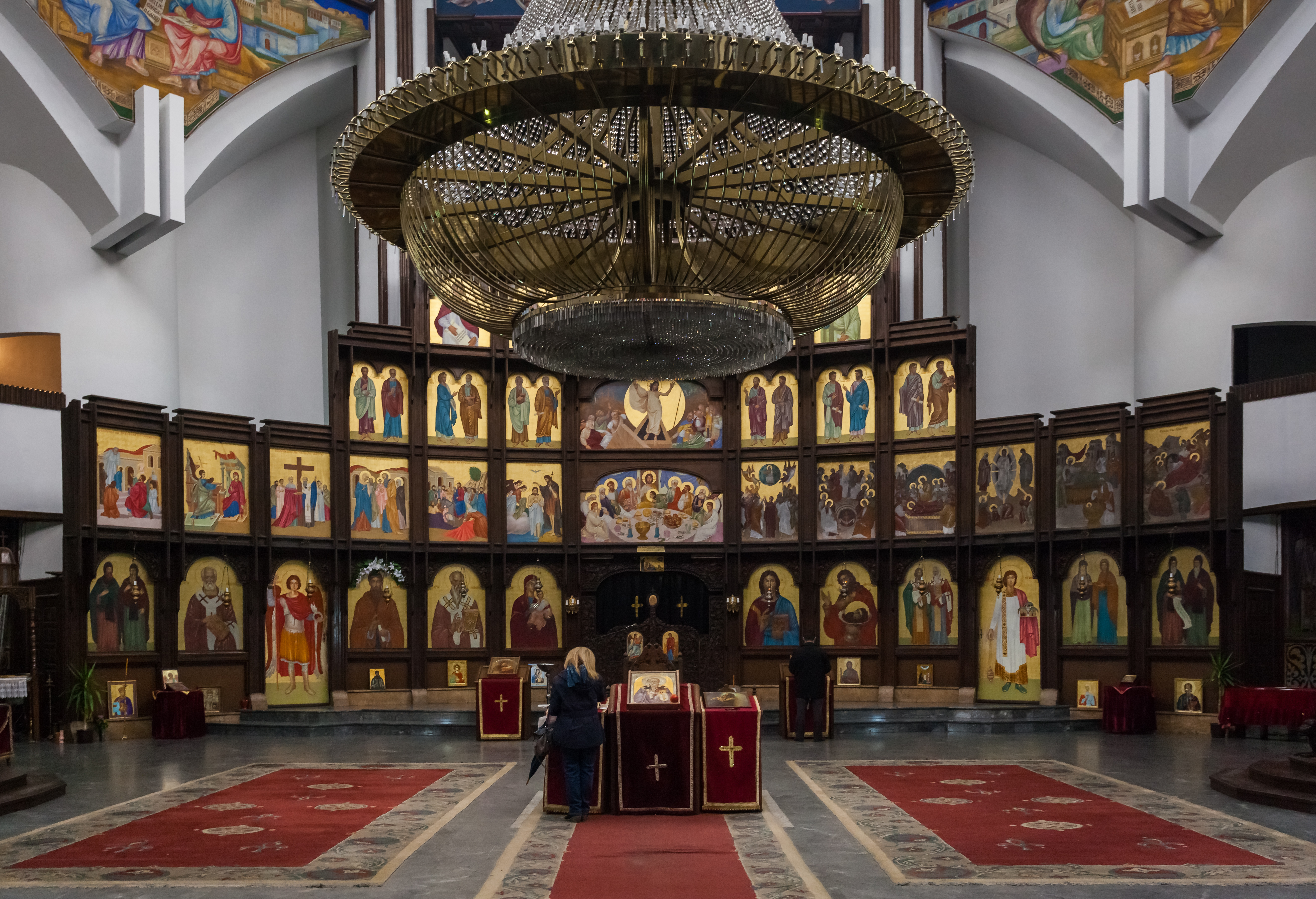
Иконостас
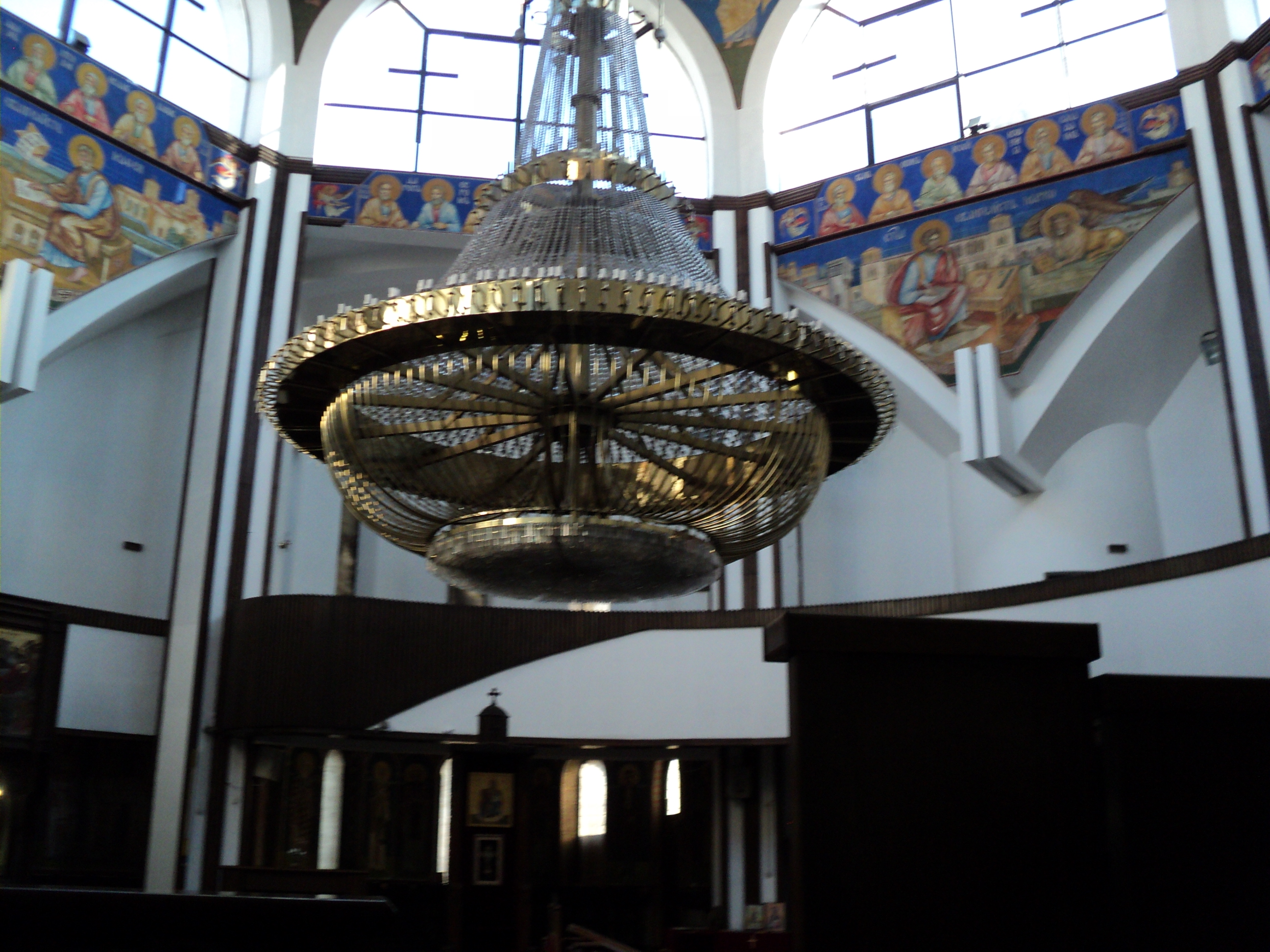
Люстра
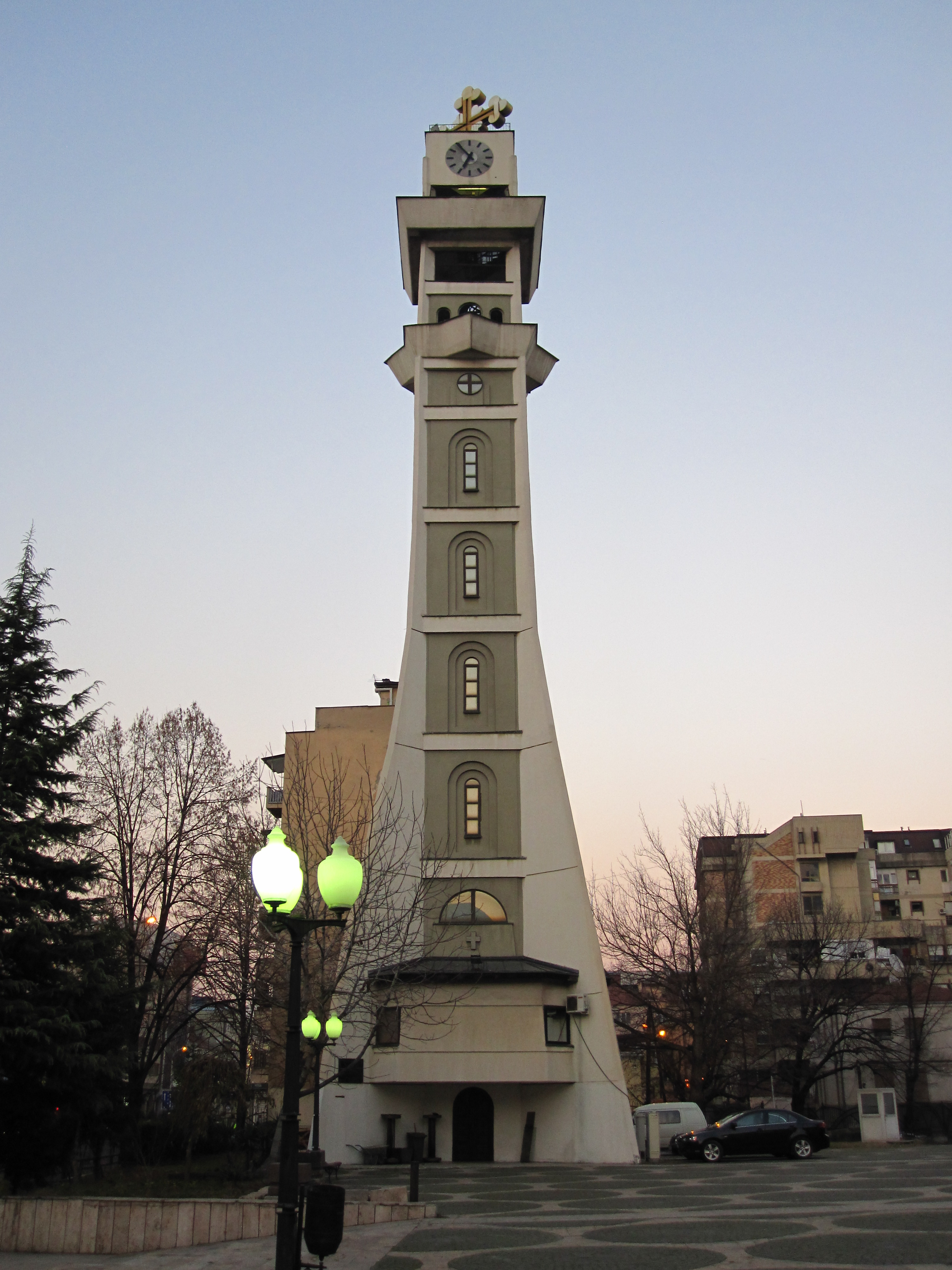
Колокольня
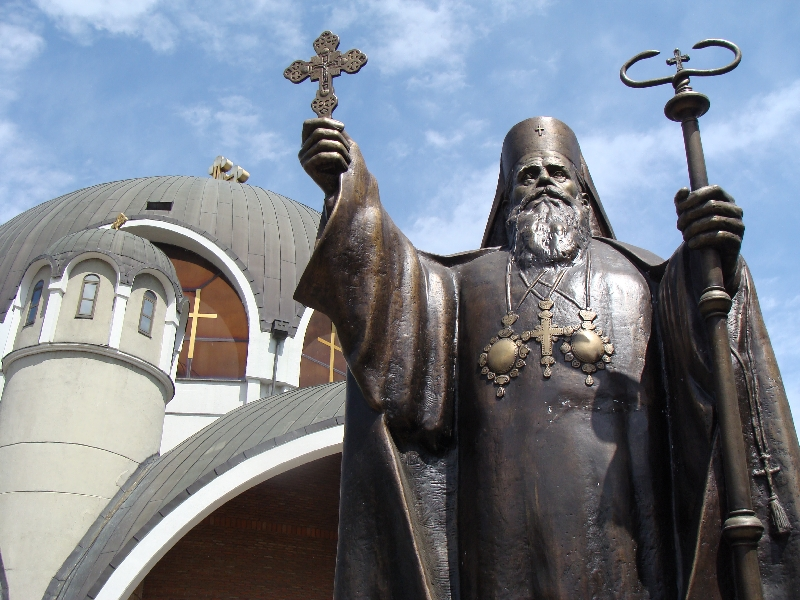
Памятник Досифею II